# マグマ (小説)
『マグマ』は、真山仁による日本の経済小説。単行本にはタイトルの下に「小説 国際エネルギー戦争」という一文が入っている。
朝日新聞出版発行の季刊誌『小説トリッパー』にて「マグマの奇跡」というタイトルで2005年秋季号・冬季号に連載された。2006年に同社より刊行され、2008年に朝日文庫にて文庫化、2009年には角川文庫で二次文庫化された。2012年にWOWOWの連続ドラマWでテレビドラマ化され放送された。

## あらすじ
外資系投資ファンド会社であるゴールドバーグ・キャピタルに勤務する野上妙子が休暇を終えて出社すると、所属部署が消滅し彼女を除くメンバーが解雇されているという事態に遭うこととなった。そして支店長である待田顕一から湯ノ原町にあるとされる地熱発電の会社・日本地熱開発の再生の任を受けることとなり、そこで高温岩体発電を知りその存続に動くこととなる。

## 登場人物
野上妙子
ゴールドバーグキャピタル、ターンアラウンド部ヴァイスプレジデント。ジオ・エナジー会長兼CEO。ウィリアム・ゴールドバーグの秘蔵っ子の辣腕ターンアラウンドマネージャー。
待田顕一
キャピタル三代目東京支店長。ジオ・エナジー元会長。気品も風格も殆ど無いが、強さと狡さを武器に東京支店をアジアの稼ぎ頭に押し上げる。
安藤幸二
日本地熱開発社長。大手商社の専務と専業主婦の間に生まれた三人兄弟の真ん中。兄は五年前に他界している。シェイクスピア研究を専攻し、ケンブリッジ大学に二年間留学した。安藤大志郎の孫である。

## 書籍情報
- 単行本：朝日新聞出版、2006年2月7日 ISBN 9784022501615
- 文庫本：朝日文庫、2008年3月7日 ISBN 9784022615657
- 文庫本：角川文庫、2009年8月25日 ISBN 9784043943098

## テレビドラマ
2012年6月10日から7月8日までWOWOWの連続ドラマW枠（毎週日曜日22時 - 23時）で放送された。全5話。主演は尾野真千子。

### キャスト
- 野上妙子 - 尾野真千子
- 安藤幸二 - 谷原章介
- 龍崎大輔 - 石黒賢
- 待田顕一 - 津田寛治
- 玉田寛夫 - 甲本雅裕
- 桑田洋子 - 釈由美子
- 奥住順哉 - 渡辺いっけい
- 宇田川光彦 - 大杉漣
- 御室耕治郎 - 長塚京三
- 梶原 - 上川隆也
- 編集長 - 相島一之

### スタッフ
- 原作 - 真山仁
- 脚本 - 篠﨑絵里子
- 監督 - 香月秀之、鈴木浩介
- 音楽 - 羽岡佳
- 製作協力 - フレッシュハーツ
- 製作著作 - WOWOW
- マグマ映像提供 - 北藤勇（ビデオジャーナリスト）
- 主題歌 - YURI「キボウ」（日本クラウン）

| WOWOW 連続ドラマW枠                                 | WOWOW 連続ドラマW枠             | WOWOW 連続ドラマW枠                      |
| 前番組                                              | 番組名                          | 次番組                                   |
| --------------------------------------------------- | ------------------------------- | ---------------------------------------- |
| 罪と罰 A Falsified Romance （2012.4.29 - 2012.6.3） | マグマ （2012.6.10 - 2012.7.8） | プラチナタウン （2012.8.19 - 2012.9.16） |